# Doliocarpus elliptifolius
Doliocarpus elliptifolius är en tvåhjärtbladig växtart som beskrevs av Kubitzki. Doliocarpus elliptifolius ingår i släktet Doliocarpus och familjen Dilleniaceae. Inga underarter finns listade i Catalogue of Life.